# Shackled
Pour plus de détails, voir Fiche technique et Distribution.
Shackled est un film américain réalisé par Reginald Barker, sorti en 1918.

## Fiche technique
- Titre : Shackled
- Réalisation : Reginald Barker
- Scénario : J. Grubb Alexander (en), Fred Myton et Lawrence McCloskey
- Photographie : L. Guy Wilky
- Pays de production : États-Unis
- Format : Noir et blanc - 1,33:1 - Film muet
- Genre : drame
- Durée : 60 minutes
- Date de sortie : 1918

## Distribution
- Louise Glaum : Lola Dexter
- Charles West : Walter Cosgrove
- John Gilbert : James Ashley
- Roberta Wilson (en) : Edith Danfield
- Lawson Butt : Thomas Danfield
- Herschel Mayall : Henry Hartman
- Roy Laidlaw : Major Duval
- Leatrice Joy (non créditée, à confirmer)